# Vincenzo Mondo
Vincenzo Mondo (Milazzo, 8 febbraio 1925 – Roma, 16 febbraio 2004) è stato un politico e medico italiano.

## Biografia
Laureato in medicina, è primario di ostetricia e ginecologia. 
Esponente del Partito Repubblicano Italiano. Viene eletto senatore nel 1983, rimanendo a Palazzo Madama per una legislatura, fino al 1987. 
Muore il 16 febbraio del 2004, pochi giorni dopo aver compiuto 79 anni. 